# Tüdőrák

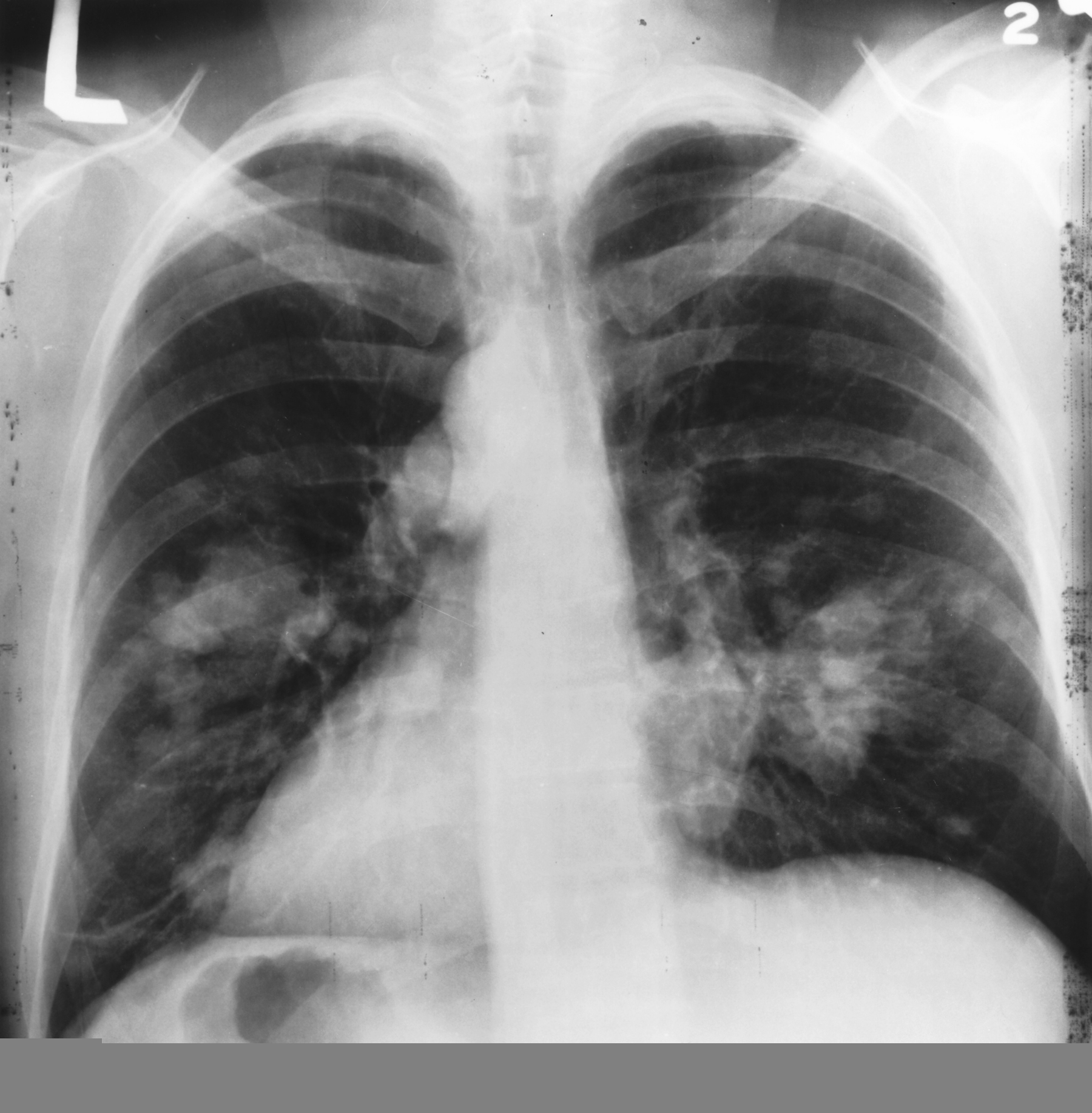
Pozitív mellkasröntgen eredmény

A tüdőrák, vagy közismert nevén tüdőkarcinóma a tüdő szövetéből kiinduló korlátlan osztódási képességgel bíró kóros sejtszaporulat, rosszindulatú daganat. A folyamat áttét (metasztázis) képzéséhez is vezethet, amely alatt az abnormális tüdőszövetnek más szervekben való megjelenését és burjánzását lehet érteni. A tüdőrákok többsége a tüdő epitheliális szövetéből, azaz hámszövetéből származik. A betegség évente 1,3 millió ember halálát okozza világszerte. A tüdőrák leggyakoribb tünete a rövid, nehézkes légzés, a gyakori köhögés (néha vérköpéssel kísérve) illetve a testsúly csökkenése, valamint a mellkasi fájdalom.
A tüdő daganatos elváltozásai között megkülönböztetnek kissejtes és nem-kissejtes formákat. Az elkülönítés fontos, mivel ez határozza meg a később alkalmazandó terápiát. A nem-kissejtes (NSCLC) elváltozás műtéttel kezelhető, viszont kevésbé reagál a kemo- és sugárterápiára. A kissejtes (SCLC) változatról mindezek ellenkezője mondható el: nem operálható, viszont a kemoterápiára illetve sugárterápiára érzékeny.
A tüdőrákot indukáló tényezők között az első helyet a dohányfüst foglalja el. Az esetek túlnyomó többségében (85%) a tüdőrák a hosszú időn át végzett dohányzás miatt alakul ki. A nem dohányzók mindössze 10-15%-át teszik ki a tüdőrákos betegeknek,. esetükben genetikai illetve egyéb környezeti tényezők, mint például radon gáz, azbeszttel való érintkezés, levegőszennyezés és a passzív dohányzás játszanak döntő szerepet. A veszélyeket jelentő faktorok kiiktatásával, beleértve a dohányzást, illetve a légszennyezést lehet a megelőzés elsődleges lépéseit megtenni.
A rákos elváltozás sokszor észrevehető egyszerű röntgenképen, illetve könnyen azonosítható CT-vel. A pozitív diagnózist minden esetben a biopsziát követő szövettani eredmény mondhatja ki. A kezelést a szövettani besoroláson túl a daganat stádiuma és a beteg fizikai állapota határozza meg. A beavatkozás lehet sebészi, (főleg a nem kis sejtes tüdő karcinóma esetében), illetve az aprósejtes tüdő karcinóma esetében a kemoterápia, a sugárkezelés, vagy mindezek kombinációja.
2012-ben a világon mintegy 1 800 000 embert érintett tüdőrákos megbetegedés és ebben az évben 1 600 000 ember hunyt el tüdőrák következtében. Ez alapján a tüdőrák a leggyakoribb halálos kimenetelű rákos megbetegedés a férfiaknál, míg a nők esetében a második leggyakoribb halálozási ok a mellrákot követően. A leggyakrabban 70 éves korban diagnosztizálják e betegséget. Az Amerikai Egyesült Államokban diagnosztizált tüdőrákos betegek közül összességében csak 17,4 százaléka a betegeknek élt még öt évvel a betegség megállapítását követően. A tüdőrák következményei a fejlődő világ országaiban jóval súlyosabbak.
A kezelést követő 5 éves túlélés esélye átlagosan 14%.

## Története
A tüdőrák a nem gyakori betegségek körébe tartozott a dohányzás elterjedését megelőzően, ezért 1761-ig nem is tekintették különálló betegségnek. A tüdőrák különböző fajtáit 1810-ben írták le először. 1878-ig a tüdő daganatos elváltozásai a malignus daganatok közel 1%-át tették ki, de ez az érték 1900-ra 10-15%-ra nőtt. 1912-ig mindössze 374 esetet diagnosztizáltak a patológusok világszerte. A dohányzás és a tüdődaganat kialakulása közötti összefüggésre először 1929-ben figyelt fel Fritz Lickint német orvos. Az első hivatalos tanulmány, amely bizonyította a rák és a dohányzás közötti összefüggést 1950-ben jelent meg brit orvosok tollából. 1964-ben az amerikai sebészek már javasolták a dohányosoknak a dohányzásról való leszokást egészségügyi okok miatt.
Az első sikeres tüdőeltávolítást 1933-ban végezték. Palliatív sugárterápiát 1940-óta alkalmaznak, míg a beavatkozás, mint primer kezelési mód pusztán 1950 után terjedt el.
A kissejtes tüdőrák kezelésére irányuló erőfeszítések (sebészi beavatkozás és sugárterápia) az 1960-as évekig eredménytelenek voltak. Az első sikeres műtétre 1970-ig kellett várni.

## Epidemiológia

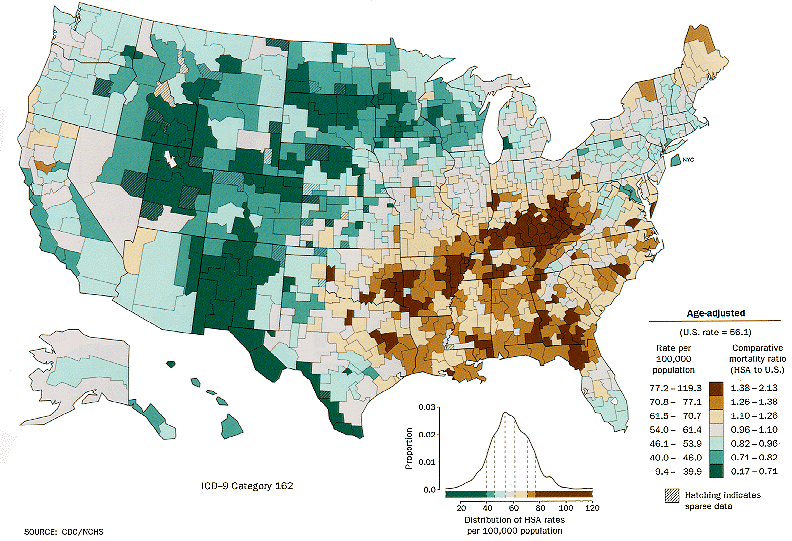
A tüdőrák elterjedése az Amerikai Egyesült Államokban

Incidenciáját és mortalitását tekintve a tüdőrák a legelterjedtebb daganatféleség a világon (1,35 millió új eset évente 1,18 millió halálos áldozattal). A statisztikák szerint a tüdőrák 50 év felett, korábban vagy jelenleg is aktívan dohányzó személyekben alakul ki a leggyakrabban. A tüdőrák a második leggyakoribb daganatos elváltozás a nyugati országokban és a legelső helyet foglalja el a halállal végződő daganatos megbetegedések között. Habár a nyugati országokban a halálozás aránya csökken a férfi lakosság körében ez nem mondható el a női populációról, köszönhetően a dohányzás egyre nagyobb elterjedésének e csoporton belül. Ez többek között a dohánygyárak sikeres kampányának is köszönhető, akik az 1970-es évek óta előszeretettel célozzák meg a női fogyasztói réteget (light és hosszú cigaretták).
Nem minden tüdőrák alakul ki dohányzás talaján, de a passzív dohányzás, mint kiváltó tényező egyre inkább előtérbe kerül, ami megelőző intézkedések meghozatalára serkenti a kormányokat a nem dohányzók védelmében. A gépkocsik, gyárak és erőművek által kibocsátott szennyeződés szintén jelentős előmozdító tényezőnek bizonyul.
Kelet-Európa rendelkezik a legnagyobb mortalitási indexszel a férfi tüdőrákosok körében, míg a legtöbb tüdőrákban szenvedő nő Nyugat Európában és az Egyesült Államokban halálozik el. Az előrejelzések szerint a közeljövőben a tüdőrákban meghaltak száma növekedni fog a fejlődő országokban, mint Kína és India.
A rákos megbetegedések jól korrelálnak a napsütéses órák számával és az UVB sugárzás mértékével. Feltételezhető, hogy a napfény hatására a bőrben keletkező D-vitamin protektív hatást fejt ki.
Az 1950-es évektől kezdve az adenokarcinóma vált a leggyakoribb tüdődaganattá. Ez valószínűleg a cigarettán lévő filterek bevezetésének köszönhető. A filter meggátolja a nagyobb részecskék átjutását, és így azok lerakódását a nagyobb bronchusokban. Sajnálatos módon azonban a dohányzónak nagyobb, mélyebb slukkot kell szívnia, hogy azonos mennyiségű nikotint juttasson a szervezetébe, így viszont elősegíti a kisebb szemcsék lerakódását a kisebb bronchusokba, ahonnan az adenokarcinóma származik.

A tüdőrák incidenciája Európa férfi lakossága körében (2006)
A tüdőrák incidenciája Európa női lakossága körében (2006)
A tüdőrák mortalitása Európa férfi lakossága körében (2006)
A tüdőrák mortalitása Európa női lakossága körében (2006)

## Klasszifikáció

### Primer tüdődaganatok
A tüdőrákok többsége malignus karcinóma, amelyek a tüdő epithel szöveteiből indulnak ki. Méretük és mikroszkópos megjelenési mintázatuk alapján a patológusok két csoportot különítenek el: nem-kissejtes (80,4%) és kissejtes (16,8%) változatokat. A szövettani besorolás fontos szerepet tölt be a terápia, illetve a betegség kimenetele szempontjából.
| Szövettani besorolás | Gyakoriság (%) |
| -------------------- | -------------- |
| nem-kissejtes forma  | 80.4           |
| Kissejtes forma      | 16.8           |
| Carcinoid            | 0.8            |
| Szarkóma             | 0.1            |
| Nem azonosított      | 1.9            |

#### Nem-kissejtes karcinóma (NSCLC)
A nem-kissejtes (Non-small cell lung carcinoma) elváltozásokat egy csoportba sorolják, mivel kezelésük és kimenetelük hasonló. Ide három daganatos elváltozást sorolnak: a laphámrákot (laphámból kiinduló, planocellularis carcinomát), a nagysejtes illetve az adenokarcinómát. A tüdőrákok 33,3%-át kitevő laphámrák az esetek többségében centrális elhelyezkedésű és a fő bronchusból indul ki. A daganat üregképzésre és nekrózisra hajlamos. Jól differenciált formái a többi tüdőrákhoz képest viszonylag lassabb növekedést mutatnak.
A tüdő daganatainak 29,4%-a adenokarcinóma. Az elváltozás általában a tüdő perifériás részéből kiinduló növedék. Az adenocarcinómák többsége erős asszociációt mutat a dohányzással, habár ez a változat a nem dohányosok körében előforduló leggyakoribb tüdőrák.
| Altípus        | Altípus                                    | Nem-kissejtes tumorok gyakorisága (%) | Nem-kissejtes tumorok gyakorisága (%) |
| Altípus        | Altípus                                    | Dohányzók                             | Nem dohányzók                         |
| -------------- | ------------------------------------------ | ------------------------------------- | ------------------------------------- |
| Laphámrák      | Laphámrák                                  | 42                                    | 33                                    |
| Adenocarcinóma | Adenocarcinóma (más módon nem specifikált) | 39                                    | 35                                    |
| Adenocarcinóma | Bronchioloalveoláris carcinóma             | 4                                     | 10                                    |
| Carcinoid      | Carcinoid                                  | 7                                     | 16                                    |
| Egyéb          | Egyéb                                      | 8                                     | 6                                     |

#### Kissejtes tüdőrák (SCLC)

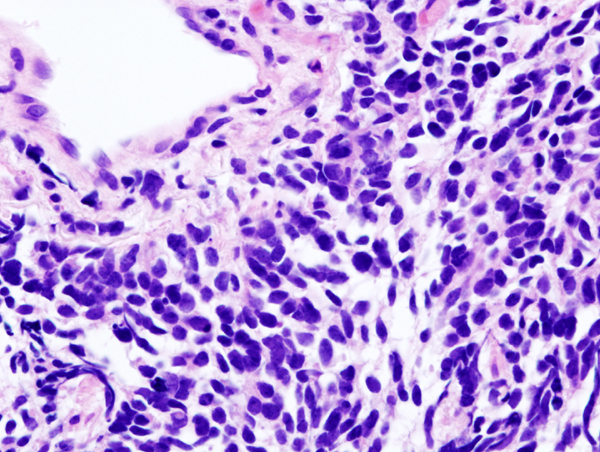
Kissejtes karcinóma mikroszkópos képe

A kissejtes tüdőrák (Small cell carcinoma) egy kevésbé gyakori forma. A primer és secunder hörgőkből eredő elváltozás gyorsan növekszik és viszonylag nagyra nő. A tüdő daganatai közül ez mutatja a legnagyobb összefüggést a dohányzással. Sebészileg nem eltávolítható, kemo- illetve sugárterápiára érzékeny, agresszív daganat. Tüneteket akkor okoz, amikor a légutakat komprimálja. A felfedezés időpontjában rendszerint már távoli áttéteket ad, ez a forma rendelkezik a legrosszabb prognózissal.

### Egyéb daganatok
A gyermekek leggyakoribb primer tüdődaganata a blastoma és a carcinoid.

### Szekunder daganatok
Szekunder tüdőrákok alatt a tüdőbe adott daganatos áttéteket értjük. Gyermekekben a legtöbb tüdőrák áttét következménye. A tüdő daganatainak többsége haematogen úton a mellékvesébe, a májba, az agyba és a csontokba ad áttétet. Per continuitatem a pleurára, a bordákra és a sternumra terjed.

## Jelek és tünetek
Tünetek, amelyek felvethetik a tüdőrák gyanúját a következők:
- dyspnoe (nehézlégzés)
- haemoptyzis (vérköpés)
- krónikus köhögés, vagy a köhögés mintázatának megváltozása
- mellkasi fájdalom
- cachexia (senyvedés)
- dysphagia (fájdalmas nyelés)

Amennyiben a daganat a légutakba befelé nő, elzárhatja azokat, légzési nehézséget és más tüneteket okozva. Az elzáródás mögött felhalmozódó és pangó folyadék felülfertőződhet és pneumóniát (tüdőgyulladás) eredményezhet. A sérülékeny daganatok mechanikai behatásra megrepedhetnek, és a belőlük elfolyó vér komplikációkat válthat ki (vérköpés, haemothorax, halál). A tumor továbbá összenyomhatja a mediasztinumban futó felső üres visszeret (vena cava superior) is, vena cava superior szindrómát okozva.
A tumor típusától függően paraneopláziás szindróma tünetei is jelentkezhetnek a betegen, amely szintén felvetheti a tüdőrák gondolatát. A tüdőcsúcsban elhelyezkedő daganatok méretüknél fogva komprimálhatják a szimpatikus idegrendszer idegeit.
A tüdőrákban szenvedők 10%-nak nincsenek tüneteik. Ebben az esetben a daganatot általában rutinvizsgálat során szokták felfedezni (tüdőröntgen során).

## Kiváltó okok
A tüdőrák (és a legtöbb rák) kialakulását, megjelenését több tényező indukálhatja, mint például carcinogének (ideértve a dohányfüstben lévő 4000 káros anyagot), virális infekció és ionizáló sugárzás. Az előbb felsorolt tényezőknek kitett szövetben (tüdőrák esetében a bronchus epitheliuma) a sejtek DNS-e károsodik. Minél nagyobb a károsodás, és minél több sejt szenved elváltozást, annál nagyobb a daganat kialakulásának esélye.

### A dohányzás

A dohányzás elterjedését követően ugrásszerűen megnövekedett a tüdőrákban megbetegedettek száma a populációban.

A dohányfüst a tüdőrákot indukáló tényezők legfontosabbika. A fejlett világban a halálos tüdődaganatok 90%-át a dohányzás okozza. Az Egyesült Államokban a dohányzás okolható a tüdőrákok 87%-áért (90% férfiakban, 85% nőknél). A dohányzó férfiakban a tüdőrák kialakulásának kockázata 17,2%, míg a dohányzó nőkben ez az érték 11,6%. A nem dohányzó populációban a tüdőrák kialakulásának kockázata jóval alacsonyabb: férfiakban 1,3% nőknél 1,4%. A dohányfüst több mint 4000 káros anyagot tartalmaz, ezek közül több mint 60 bizonyítottan rákkeltő. Ilyen például a nitrózamin, a benzopirén és a radioaktív radon gáz. Mindemellett a dohányban lévő nikotin csökkenti az immunrendszer válaszát a daganatos sejtburjánzásra.
Minél tovább dohányzik valaki, annál nagyobb eséllyel lesz tüdőrákos. Tény, hogy a nem dohányzók jobb prognózisra (hosszabb túlélésre) számíthatnak, mint a dohányzók, illetve azok, akik a diagnózis felállításakor is dohányoznak.
A passzív dohányzás a tüdőrák kialakulásának egyik jelentős oka nem dohányzókban. Amerikai, brit, európai és ausztráliai tanulmányok alátámasztják, hogy a passzív dohányzás növeli a rák kialakulásának kockázatát. A legújabb kutatások igazolják azt a feltételezést is, hogy a passzív dohányzás kártékonyabb az aktív dohányzásnál.

### Radon gáz
A radon egy színtelen, szagtalan gáz, amely a radioaktív rádium bomlása során szabadul fel. A radon a második helyet foglalja el a tüdőrákot indukáló tényezők között. A radonszint nagy változatosságot mutat, földrajzi helyzettől függően változik.

### Azbeszt
Azbesztexpozíció széles körű tüdőbetegségeket okozhat, köztük tüdőrákot is. A szervezetben lerakódó azbeszt és a dohányzás között szignifikáns kapcsolat van. Dohányzó, azbeszttel fertőzött embernek 55-ször nagyobb esélye van arra, hogy tüdőrákban fog megbetegedni. Mindemellett az azbeszt a pleura (mellhártya) malignus elváltozásaiért is felelős.

### Vírusok
Bizonyított, hogy virális infekciók indukálhatják a tüdő sejtjeinek malignus transzformációját állatok esetében, és újabb kutatások szerint hasonló folyamatok emberekben is lejátszódhatnak. Feltételezett patogének: humán papillómavírus, JC vírus, SV40, BK, citomegalovírus. Ezen kórokozók befolyásolhatják a sejtciklust és gátolhatják a sejtek apoptózisát.

## Pathogenezis
Hasonlóan más rákos elváltozásokhoz a tüdőrák is onkogének aktivációjával, illetve tumor szupresszor gének inaktivációjával kezdődik. Az onkogének olyan humán gének, amelyekről feltételezik, hogy túlzott kifejeződésükkel képesek beindítani a rákos elfajulásokat. A proto-onkogének rákkeltő hatásokra képesek onkogénekké differenciálódni. A K-RAS prot-onkogénben végbement mutáció felelős a tüdő adenocarcinómáinak 10-30%-ért. Az epidermális növekedési receptor (EGFR) fiziológiás körülmények között angiogenezisért és a sejtek apoptózisáért is felelős. Mutációja gyakori a kissejtes tüdőrákokban, így lehetőséget biztosít EGFR agonista gyógyszerek terápiás alkalmazására. Kromoszóma mutációk hajlamossá tesznek a heterozigóta jelleg elvesztésére, és így a tumor szupresszor gének inaktiválódására is egyben. A kromoszómák károsodása, mint pl a 3p, 5q, 13q, és 17p szintén gyakoriak a kis-sejtes tüdőrákokban. A p53 nevű fehérjét kódoló gén mutációja a 17-es kromoszómán a tüdő daganatos elváltozásainak 60-75%-ban előfordul. További, gyakran előforduló génmutációk: c-MET, NKX2-1, LKB-1, PIK3CA és BRAF.

## Diagnózis

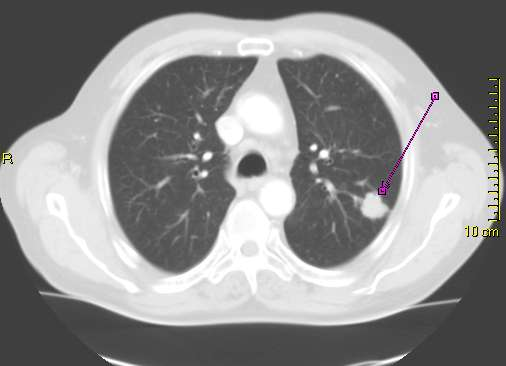
Pozitív CT eredmény. A tumoros elváltozás a bal felső lebenyben található.

Amennyiben a tüdőrák lehetősége felmerül egy betegnél, az első diagnosztikus lépés a mellkasröntgen. Pozitív esetben a daganat kontúrjai észrevehetőek. Amennyiben daganatos elváltozás nem észlelhető, de a gyanú erősen megalapozott, bronchoscopia és/vagy CT vizsgálat biztosíthatja a szükséges információkat. Bronchoscopia vagy CT biopsziával kombinálva lehetővé teszi a daganat szövettani besorolását.
Tüdőrákhoz hasonló röntgenképet adhatnak a tüdő egyéb nem daganatos elváltozásai, mint például tuberkulózis, sarcoidosis vagy mediastinalis lymphadenopathia.

## Megelőzés
A megelőzés a legköltséghatékonyabb eljárás a tüdőrák leküzdésére. Habár a legtöbb országban a rákkeltő ipari és mezőgazdasági vegyszereket betiltották, a dohányzás továbbra is világszerte elterjedt. A dohányzás elterjedésének visszaszorítása és a már dohányzók leszoktatása a megelőzés elsődleges eszköze. A megelőzési programok célkorosztálya a fiatalság. Az Egyesült Államokban a szövetségi államok maguk finanszírozzák prevenciós programjaikat, amelyeknek döntő bevétele a cigaretta jövedéki adójából származik (habár az ebből befolyt összegnek 15%-át sem költik erre a célra).
A passzív dohányzás megelőzésére tett kísérletek is egyre inkább elterjednek. Ennek értelmében tilos a dohányzás középületekben: Kaliforniában (1998), Írországban (2004), Olaszországban (2005), Norvégiában (2005), Skóciában (2006), Angliában (2007), Franciaországban (2008). Új-Zéland kormánya betiltotta a köztereken való dohányzást 2004-ben. 2005 óta Bhutánban tilos a dohányzás minden formája.
Egy 2008-as, 75000 közép és időskorú emberen végzett tanulmány szerint a hosszú távú vitaminszedés nem csökkenti a tüdőrák kialakulásának kockázatát, sőt, a túlzott mennyiségű E-vitamin fogyasztása feltehetően növeli az esélyt a tumor kialakulására.
A fiatalkorúak védelmében a WHO felszólította a kormányokat a dohányzás teljes betiltására világszerte.

## Kezelés
A tüdőrák kezelését meghatározza: a daganat szövettani jellege, a daganat kiterjedése (státusz, grádus) illetve a beteg fizikai állapota. A legelterjedtebb kezelések közé a sebészi beavatkozás, továbbá a sugár- és kemoterápia tartozik.

### Sebészi beavatkozás

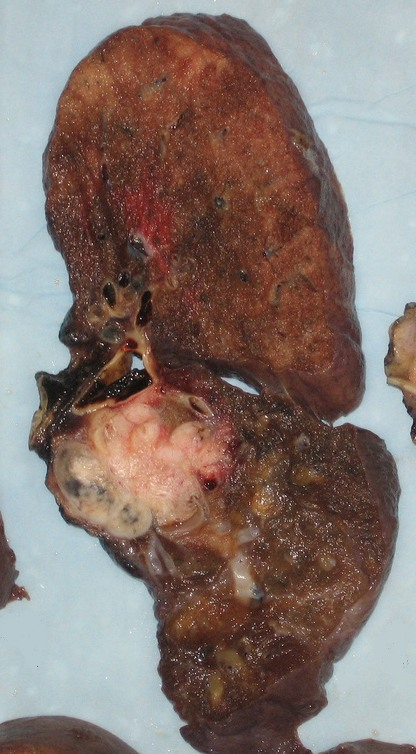
Laphámrák (a nagy fehér elváltozás) a hilus mellett.

Amennyiben a vizsgálatok igazolták a rák meglétét, a betegen CT vizsgálatot, vagy PET-CT végeznek, hogy megállapítsák a kóros szövet pontos helyzetét illetve annak rezekálhatóságát. Amennyiben a tumor szétterjedt, sebészi eltávolíthatósága és így a műtét is kérdésessé válik. IV-es stádiumú daganat inoperábilis. Ezen betegek sebészi kezeléssel nem gyógyíthatóak.
Vérvizsgálatok és spirometria elvégzése is szükséges a beteg fizikális állapotának felmérésére. Amennyiben a beteg légzési értékei nem megfelelőek (gyakran COPD miatt), a műtéti beavatkozás ellenjavallt.
A beavatkozás közbeni halálozási arány 4,4% amelynek mértékét döntően a páciens légzési funkciói határozzák meg. Sebészi beavatkozást döntően abban az esetben alkalmaznak, ha a daganat nem-kissejtes, csak az egyik tüdőt érinti és stádiuma maximum III fokú.
A műtét során eltávolíthatják egy lebeny bizonyos részét/részeit, a teljes lebenyt (lobectomia) vagy az egyik tüdőt (pulmonectomia).

### Kemoterápia
A kissejtes tüdőrák sebészileg nem kezelhető, kizárólag kemo- illetve sugárterápiával kísérelhető meg a gyógyítás. Kemoterápiát alkalmaznak metasztatikus nem-kissejtes tüdődaganatok esetében is.

#### Adjuváns kemoterápia
Az adjuváns kemoterápiás kezelést sebészi beavatkozást követően alkalmaznak, hogy a terápia sikeres kimenetelét növeljék. A műtét alatt mintákat vesznek a környező nyirokcsomókból (sentinel nyirokcsomók). Amennyiben a szövettan igazolja a daganatos sejtek meglétét (II-III as stádium) megkezdik az adjuváns terápia alkalmazását. Az adjuváns kezelés 15%-kal is növeli a túlélés esélyét.

### Sugárterápia
A sugárkezelést gyakran alkalmazzák kemoterápiás szerekkel kombináltan, illetve azon nem kissejtes daganatok esetén, amelyeket nem lehet sebészileg eltávolítani. A beavatkozás ezen formáját radikális sugárterápiának nevezik, mivel rövid idő alatt nagy dózist kap a beteg. A potenciálisan gyógyítható kissejtes elváltozásokat szintén ezzel a módszerrel kezelik. A sugárterápia alkalmazása, mint adjuváns beavatkozás nem-kissejtes carcinóma műtéti eltávolítását követően nem elterjedt és vitatott. Előnyök – amennyiben származnak a beavatkozásból – azon személyekben észlelhetőek, akiknél lymphogén áttétet diagnosztizáltak a mediasztinális nyirokcsomókban.
Kissejtes és nem-kissejtes daganatok esetén is alkalmazható e beavatkozás palliatív terápiaként.
Alacsony stádiumú, kissejtes tüdőrákban szenvedő betegeket általában profilaktikus céllal koponya besugárzásban részesítik, megelőzendő az agyi áttétek kialakulását (PCI). Azon betegekben, akiknél a sugárkezelést követően a kissejtes tüdőrák ismét kialakult, a koponya besugárzása 40,4%-ról 14,6%-ra csökkentette az agyi metasztázis kialakulásának lehetőségét.

## Prognózis
Nem-kissejtes tüdőrák esetén a gyógyulás esélyét befolyásolja: a meglévő légzőszervi tünetek, a tumor mérete, a szövettani diagnózis, a tumor stádiuma, lymphogén áttétek jelenléte, illetve hogy van-e vaszkuláris invázió.
Kissejtes tüdőrákok esetében további befolyásoló tényező a máj és a központi idegrendszer érintettsége (áttét).
IA stádiumban lévő nem-kissejtes daganat eltávolítását követően az 5 éves túlélés esélye 67%. IB stádium esetén az érték 57%. IV-es stádiumban lévő NSCLC-ben szenvedő páciensek esetén az 5 éves túlélés esélye 1%.
Kissejtes tüdőrák 5 éves túlélési esélye 5%. A kifejezetten rossz stádiumban lévő betegek átlagos 5 éves túlélési esélye kevesebb, mint 1%.

## Külső hivatkozások
- Az Egészségügyi Minisztérium szakmai irányelve a tüdőrák és a mellhártya elsődleges rosszindulatú megbetegedéseinek diagnosztikájához és kezeléséhez – 2002.[halott link]
- Dr. Mucsi: A lappangó tüdőrák (videó)